# Colegio Champagnat (Buenos Aires)
El Colegio Marista Champagnat es una institución educativa de carácter primario y secundario de la Ciudad Autónoma de Buenos Aires, dependiente de la  Congregación de los Hermanos Maristas y tiene su sede en la calle Montevideo al 1050, en el barrio de Recoleta. Es uno de los colegios de confesión católica más reconocidos de Buenos Aires, ya que, por su ubicación y educación católica, históricamente estaba asociado a las clases gobernantes conservadoras de la Argentina, teniendo entre su alumnado a diversas figuras políticas.

## Historia
El colegio, cuyo nombre no es más que un homenaje al fundador de la orden, Marcelino Champagnat, fue creado sobre la calle Las Heras 1725 en 1915. Cuando en 1928 comienza la construcción de su sede en la calle Montevideo 1050, que finaliza en 1930, el colegio pasa a utilizar estas nuevas instalaciones. La nueva sede fue una obra del arquitecto Carlos Massa, que ya se había destacado con el diseño de la Basílica San Nicolás de Bari, y que decidió darle al edificio un estilo ecléctico academicista-historicista francés. Inicialmente destinado solo a la enseñanza de varones, en el año 2004 se abrió progresivamente a la enseñanza mixta, aceptando desde entonces mujeres en el alumnado.
El colegio fue fundado en 1915, inaugurando su primera sede en la Avenida Las Heras con un pequeño grupo de alumnos y unos pocos grados, bajo la orientación de los valores maristas. Debido al crecimiento de la matrícula, se trasladó a una segunda sede en la calle Talcahuano.
En 1930 se inauguró el actual edificio, ubicado en Montevideo 1050. El edificio original contaba con aulas, laboratorios, un museo y una capilla, y fue construido en estilo Luis XVI, inspirado en el Ministerio de Marina francés. Su construcción se enmarcó en un período de transformación urbana de Buenos Aires, caracterizado por la apertura de avenidas, la red de subterráneos y la construcción de monumentos.
Durante los años siguientes, la institución amplió su oferta educativa incorporando el quinto año de nivel secundario y participando en eventos como el Congreso Eucarístico Internacional. En la década de 1940 se inauguró el primer campo de deportes propio en los terrenos donde se encontraba el estadio de Chacarita Juniors, en el partido de San Martín.
En las décadas de 1950 y 1960, el colegio continuó expandiéndose: se adquirieron terrenos adicionales, se construyeron nuevas aulas, el Ateneo, el sector de primaria y la actual capilla.
En 1974 se incorporó el jardín de infantes, inicialmente ubicado en la calle Anchorena, y en 1979 se trasladó al edificio principal, unificando así los tres niveles educativos: inicial, primario y secundario.
Desde la biblioteca del colegio, como la ventana de la misma daba enfrente del departamento del expresidente de facto Pedro Eugenio Aramburu, se hizo inteligencia para planificar su secuestro por parte del grupo guerrillero Montoneros, algunos de cuyos miembros eran estudiantes del colegio. Los miembros del grupo concurrían a la biblioteca todos los días con el solo propósito de investigar los movimientos de Aramburu y planificar su secuestro y posterior asesinato.
En agosto de 2017, el director del colegio, el hermano Ángel Duples fue apartado de la dirección de la institución tras haber confesado que abusó sexualmente de un alumno en otra institución de la congregación marista. Posteriormente, se denunciaron otros casos de abusos sexuales contra alumnos, ocurridos dentro del mismo colegio por otro personal de la institución.

## Egresados notables
Entre sus egresados, tanto de nivel primario como secundario, se pueden destacar, entre otros a:
- Marcos Peña, político argentino;[9]
- Mariano Grondona, periodista argentino;[10]
- Francisco de Durañona y Vedia, político argentino;
- Rafael Rodríguez Brizuela, arquitecto y político argentino;
- Fernando de la Rúa, político argentino.[11]
- Nicolás Pino, Presidente de la Sociedad Rural Argentina.[12]
- Eduardo Burga Montoya, Médico Forense de la CSJN.[cita requerida]